# Alberto Herreros
Alberto Herreros Ros (Madrid, 20 aprile 1969) è un ex cestista spagnolo.

## Carriera
Con la Spagna ha disputato due edizioni dei Giochi olimpici (Barcellona 1992, Sydney 2000), tre dei Campionati mondiali (1990, 1994, 1998) e cinque dei Campionati europei (1993, 1995, 1997, 1999, 2003).

## Palmarès
- Campionato spagnolo: 2

Real Madrid: 1999-2000, 2004-05
- Copa del Rey: 1

Estudiantes Madrid: 1992
- Eurocoppa: 1

Real Madrid: 1996-97
- FIBA World Cup All-Tournament Teams: 1

1998